# Carbini
Carbini (in corso Carbini) è un comune francese di 108 abitanti (2018) situato nel dipartimento della Corsica del Sud nella regione della Corsica.

## Società

### Evoluzione demografica
Abitanti censiti